# 施泰德桑德
施泰德桑德（德語：Stedesand）是德国石勒苏益格－荷尔斯泰因州的一个市镇。总面积15.19平方公里，总人口848人，其中男性434人，女性414人（2011年12月31日），人口密度56人/平方公里。